# Conférence de Moguilev
Vous lisez un « bon article » labellisé en 2023.
La conférence de Moguilev (aujourd'hui Mahiliow, en Biélorussie) est un séminaire d'entraînement de la Wehrmacht organisé en septembre 1941 dans le but d'améliorer la sécurisation de l'arrière du groupe d'armées Centre lors de l'invasion allemande de l'Union soviétique.
L'événement est organisé par le général Max von Schenckendorff, commandant de la zone arrière du groupe d'armées Centre, en coopération avec les responsables des services de sécurité et de renseignement de l'Allemagne nazie — la Waffen-SS et le Sicherheitsdienst (Service de sécurité, ou SD, dépendant également de la SS) — opérant dans la même zone. Officiellement une conférence de formation « anti-partisane », elle marque une escalade de la violence contre les Juifs et d'autres civils dans les zones placées sous le commandement de Schenckendorff et témoigne de l'implication de la Wehrmacht dans les crimes de guerres du régime nazi.

## Contexte

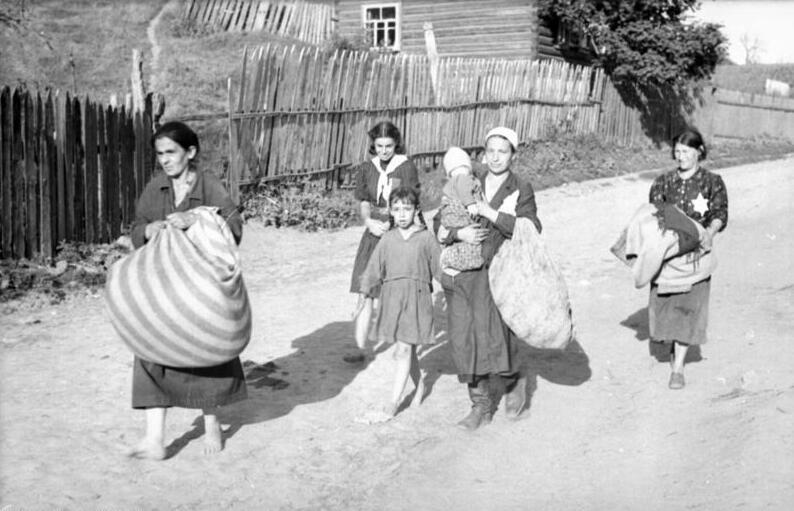
Photographie de propagande de la Wehrmacht montrant des femmes juives à Moguilev, en juillet 1941.

En juin 1941, les puissances de l'Axe lancent l'opération Barbarossa, l'invasion de l'Union soviétique. Le 26 juillet 1941, Moguilev, en Biélorussie, tombe aux mains de la Wehrmacht après un siège de trois semaines. Le général Max von Schenckendorff, commandant de la zone arrière du groupe d'armées Centre, y établit son quartier général le 7 septembre, mais des membres de l'Einsatzgruppe B s'y sont rendus dès août pour tuer des Juifs. Un ghetto est créé plus tard en septembre, et la plupart de ses habitants (près de 6 000 personnes) sont tués par les Allemands au cours de deux « opérations » en octobre, menées par les SS et le Polizei-Regiment Mitte.
La doctrine sécuritaire agressive de la Wehrmacht (la Bandenbekämpfung) entraîne une coopération étroite entre l'armée et l'appareil de sécurité derrière les lignes de front. L'Einsatzgruppe B est la principale unité d'extermination qui opère sur le territoire de la zone arrière du groupe d'armées Centre, tuant des milliers de Juifs, de communistes et de prisonniers de guerre soviétiques remis par l'armée, ainsi que d'autres « indésirables », tels que les Tziganes, les « Asiatiques » et les handicapés mentaux. En juillet, le commandant de l'Einsatzgruppe B, Arthur Nebe, signale qu'une « solution au problème juif » est impraticable dans sa région d'opération en raison du « nombre écrasant de Juifs », c'est-à-dire qu'il n'a pas assez d'hommes pour tuer tous les Juifs de Biélorussie, d'autant plus que son Einsatzgruppe est chargé de tuer les femmes et les enfants également à partir d'août 1941.

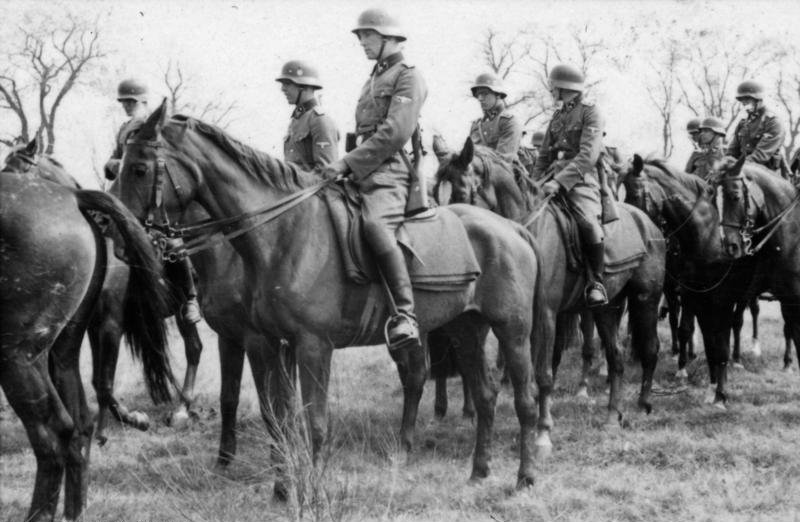
Troupes de la brigade de cavalerie SS, le 23 septembre 1941.

La brigade de cavalerie SS, composée des 1er et 2e régiments de cavalerie SS, participe également à des massacres visant les Juifs de Biélorussie. En juillet et août 1941, l'unité tue plus de 14 000 civils juifs dans les marais du Pripiat, à cheval entre la Biélorussie et l'Ukraine. Cette opération est depuis considérée comme un tournant dans le passage du « meurtre de masse sélectif » à l'extermination totale de la population juive dans les zones occupées par les Allemands.
Dans ce contexte, Schenckendorff, en coopération avec le chef supérieur de la SS et de la Police pour le groupe d'armées Centre Erich von dem Bach-Zelewski, organise une conférence de trois jours à Moguilev pour les troupes de sécurité. La réunion doit donner lieu à un « échange d'expériences » entre les commandants des unités de l'arrière de la Wehrmacht. Le lieutenant-colonel de police Max Montua, commandant du Polizei-Regiment Mitte, est chargé de l'organisation pratique de la conférence.

## Conférence

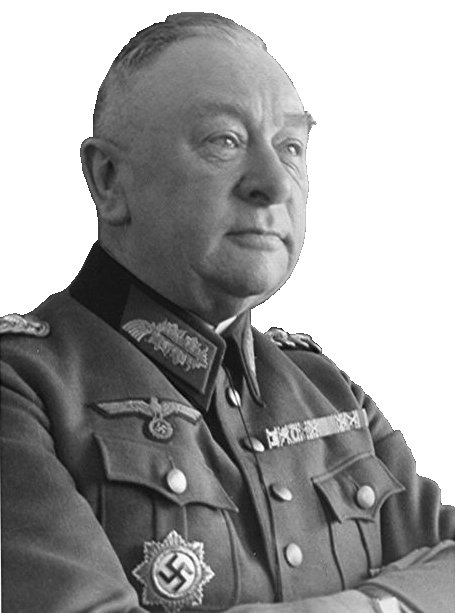
Max von Schenckendorff, l'organisateur de la conférence de Moguilev.

La conférence commence le 24 septembre 1941 et se concentre sur la « lutte contre les partisans » (Bekämpfung von Partisanen, plus tard nommée Bandenbekämpfung). Son programme reflète les vues de Schenckendorff, qui considère qu'une éradication totale de la résistance aux forces allemandes est le seul moyen de sécuriser les territoires occupés. Le procès-verbal de la conférence, s'il a été tenu, ne nous est pas parvenu. Les informations disponibles sur la conférence sont donc tirées de l'ordre du jour, de la liste des participants, des rapports de suivi et du résumé de 16 pages largement distribué par Schenckendorff à l'issue de l'événement.

### Participants et intervenants
Les officiers invités à Moguilev sont sélectionnés sur la base de leur participation antérieure à des opérations de sécurité. Certains sont également rattachés au haut commandement de l'armée et groupe d'armées Centre ou viennent des rangs de la police et de la SS. Au total, 61 officiers sont présents, 82 % d'entre eux venant d'unités de la Wehrmacht (principalement des divisions de sécurité, la 221e, la 286e et la 403e). Parmi les participants, 38 % sont des commandants de bataillon et de compagnie, le reste étant des officiers supérieurs des services de sécurité et de la Wehrmacht. Pour l'essentiel, les officiers présents sont des exécutants de la politique nazie plutôt que ses concepteurs.
Beaucoup de ces hommes ont déjà une expérience de la violence (et sont invités justement pour cette raison). Par exemple, le major Johannes Waldow, commandant du 3e bataillon du 354e régiment d'infanterie de la 286e division de sécurité assiste l'Einsatzkommando 8 dans le massacre d'un millier de Juifs à Kroupki une semaine avant de se rendre à Moguilev. Parmi les intervenants figurent également Arthur Nebe, commandant de l'Einsatzgruppe B et responsable de la mort de près de 190 000 Juifs en Biélorussie sur l'année 1941, Erich von dem Bach-Zelewski, proche d'Himmler qui sera responsable des opérations anti-partisans pendant tout le reste de la guerre, le lieutenant-colonel Max Montua, commandant du Polizei-Regiment Mitte ainsi que Hermann Fegelein et Gustav Lombard, respectivement commandants de la brigade de cavalerie SS et du 1er régiment de cette brigade. Franz Magill, le commandant du 2e régiment de cavalerie SS n'est cependant pas invité : il est probablement jugé trop timoré sur la question juive, puisqu'il tue uniquement les hommes, mais pas les femmes ou les enfants.
| Portrait photo noir et blanc d'un homme en uniforme allemand, en extérieur devant le mur d'une maison. · Portrait photo noir et blanc en studio d'un homme à lunettes en uniforme allemand. · Portrait photo noir et blanc en extérieur d'un homme souriant en uniforme allemand. · Portrait photo noir et blanc en studio d'un homme en uniforme allemand. |

### Déroulement
La conférence de Moguilev commence dans la matinée du 24 septembre par des présentations de quinze minutes sur les leçons tirées de la guerre anti-partisane par divers commandants de haut niveau, dont Hermann Fegelein, Max Montua et le colonel von Rekowski du 354e régiment d'infanterie, spécialisé dans les opérations de sécurité. À 11 h 30, Arthur Nebe fait une présentation qui couvre trois domaines : premièrement, « la coopération entre les troupes et le SD pendant les opérations anti-partisanes » ; deuxièmement, « la sélection et l'emploi des collaborateurs locaux » ; et troisièmement, « la question juive avec une attention particulière pour la guerre anti-partisane ». Le contenu précis du dernier point de la présentation de Nebe n'est pas connu, mais ce dernier a dû souligner l'importance des massacres de Juifs et a dû plaider pour la participation de la Wehrmacht à ces actions, compte tenu des difficultés de son Einsatzgruppe confronté à un manque d'hommes.
Après le déjeuner, Erich von dem Bach-Zelewski donne une conférence intitulée « la capture de commissaires et de partisans dans le cadre d'actions d'exploration », un domaine dans lequel il a déjà une solide expérience. Dans l'après-midi, les officiers observent une opération modèle menée par le Polizei-Regiment Mitte, qui fait une démonstration d'encerclement d'un village suivi par une distribution de tracts. Le soir, après le dîner, un concert de musique russe est donné dans le bâtiment du quartier général de Moguilev.
Le lendemain matin, Gustav Lombard prend la parole sur son expérience de la lutte anti-partisane. Après cela, le reste de la matinée est occupée par diverses prises de parole et tables rondes organisées par des officiers subalternes, commandants au niveau d'une compagnie, sur des sujets divers : l'entrée d'un bataillon dans une zone non sécurisée, la sécurisation d'un tronçon d'autoroute, et la réaction à l'assassinat d'un maire par les partisans. Dans l'après-midi, les officiers se rendent dans un petit village situé à 14 km au nord-ouest de Moguilev pour assister à sa fouille et à l'interrogatoire des habitants par la 7e compagnie du 322e bataillon de police (en). Le journal d'opération de cette unité indique : « Aucun étranger au village, en particulier des partisans, n'a pu être trouvé. En revanche, les recherches sur la population ont révélé la présence de 13 hommes juifs, 27 femmes juives et 11 enfants juifs. Parmi eux, 13 hommes et 19 femmes ont été exécutés avec l'aide du SD. ». Ainsi, les Juifs sont désignés comme des cibles « par défaut » des opérations anti-partisanes.
À l'aube le 26 septembre, les participants de la conférence assistent à une dernière opération de terrain : la fouille d'un village par des éléments du 2e régiment de sécurité, dépendant directement de Max von Schenckendorff. L'opération cible cette fois des individus précis : d'anciens fonctionnaires communistes et quatre personnes suspectes en raison du temps qu'elles passent dans les forêts. Après avoir assisté à l'interrogatoire de ces individus et à « l'instruction » des villageois, la conférence de Moguilev prend fin et tous les participants regagnent leurs unités respectives.

## Résumé et suites de la conférence
Un résumé de 16 pages de la conférence, signé par Schenckendorff, est distribué aux troupes de la Wehrmacht et aux unités de police de sa zone de responsabilité. Le document se concentre sur les tactiques de la guerre de sécurité, tout en prescrivant des mesures sévères : tout suspect doit être remis à la Geheime Feldpolizei ou envoyé dans des camps de filtrage pour un contrôle plus approfondi (qui se conclut la plupart du temps par l'exécution par le SD). Le résumé met en garde contre le fait que les partisans utiliseraient des femmes, des enfants et des personnes âgées comme agents, ce qui légitime le ciblage de ces catégories de population.

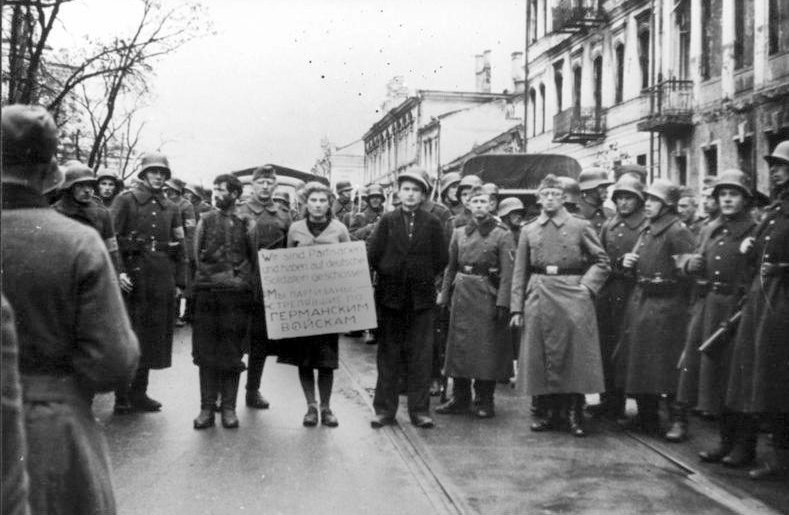
Macha Brouskina avec Kyril Trus à sa gauche et Volodia Chtcherbatsevitch à sa droite (trois des douze pendus de Minsk) avant leur exécution à Minsk, le 26 octobre 1941. Ces résistants ont été arrêtés et exécutés par des soldats de la 707e division d'infanterie, l'une des unités les plus brutales de la Wehrmacht sur le front de l'Est, responsable du massacre de 10000 personnes (essentiellement juives) pendant l'hiver 1941-1942.

Le résumé proclame que « l'ennemi doit être complètement anéanti », tout en précisant que la distinction entre un partisan réel et un simple suspect n'est pas toujours possible, donnant ainsi carte blanche aux troupes pour l'approche la plus brutale possible. Le document est envoyé à tous les commandants de compagnie dans la zone arrière du groupe d'armées Centre, y compris aux unités qui n'avaient pas envoyé de représentants à la conférence. S'ensuit une augmentation spectaculaire des atrocités commises par les unités de la Wehrmacht à l'encontre des Juifs et d'autres civils au cours des trois derniers mois de 1941.
Le résumé a un impact au-delà du territoire de la zone arrière du groupe d'armées Centre. Le commandant en chef de l'armée de terre allemande, le maréchal Walther von Brauchitsch, publie en octobre 1941, un mois après la conférence, des « directives pour la lutte contre les partisans », qui concernent la totalité des troupes allemandes. Signe de l'importance de la conférence de Moguilev, la conclusion de son résumé est reprise mot pour mot dans le document de von Brauchitsch :

« La décision constante entre la vie et la mort pour les partisans et les personnes suspectes est difficile à prendre, même pour le soldat le plus endurci. Il faut le faire. Celui qui combat sans pitié et sans merci, au mépris de toute émotion personnelle, agit correctement. »

## Évaluation historique

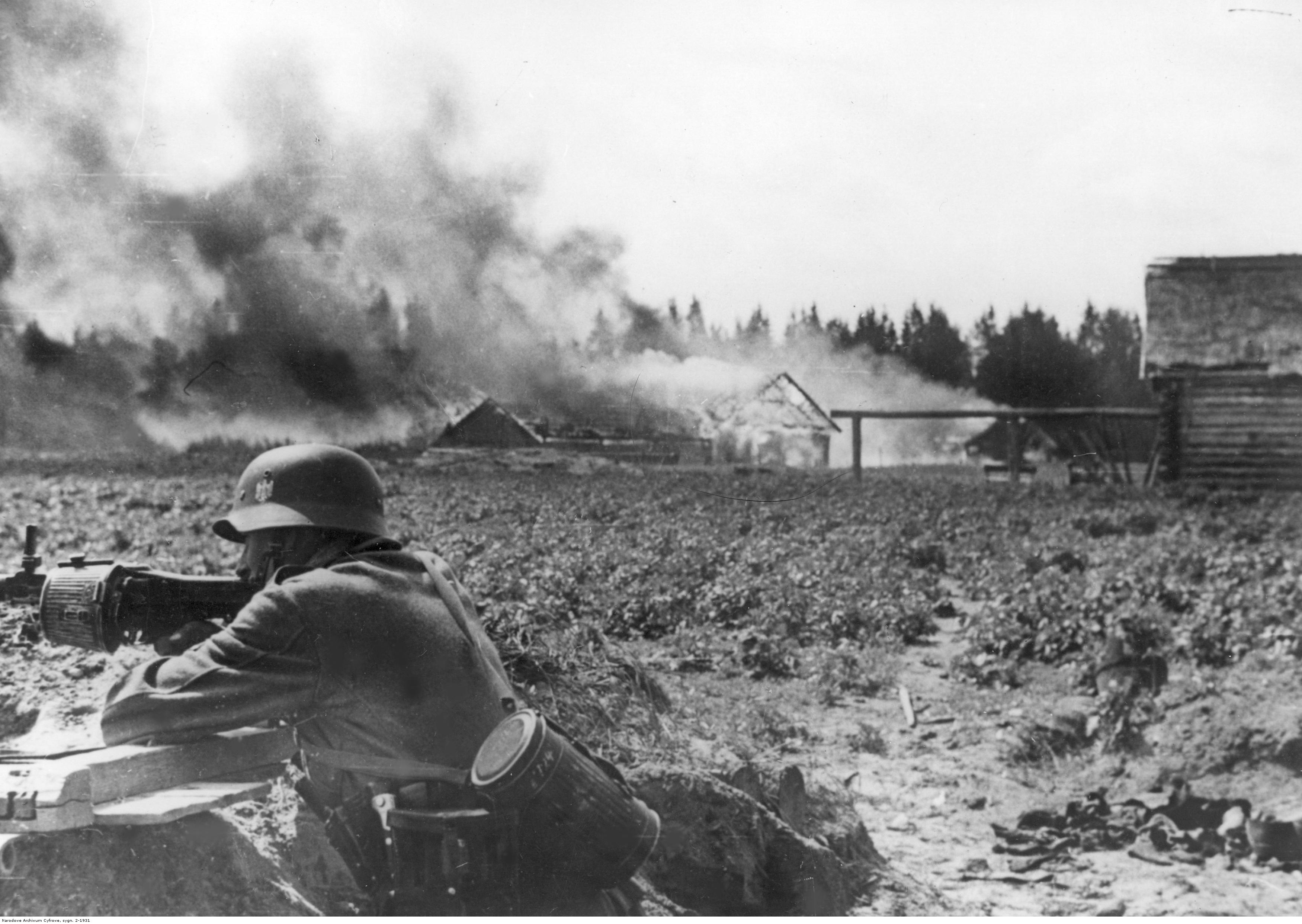
Soldat allemand devant un village en feu lors d'une opération anti-partisans sur le front de l'Est en août 1942.

Selon l'historien Waitman Wade Beorn, la conférence de Moguilev est un événement clé qui, dans la zone arrière du groupe d'armées Centre, a contribué à intégrer la Wehrmacht dans la politique génocidaire nazie. Après la conférence, les unités de sécurité de la Wehrmacht reçoivent l'ordre de coopérer pleinement avec les détachements du SD, au-delà de la simple fourniture d'un soutien logistique. Elles prennent également une part active au meurtre des Juifs sur le territoire sous le commandement de Schenckendorff, puisque cette catégorie de population est devenue une cible militaire légitime, qui n'est plus seulement laissée aux paramilitaires de la SS.
Bien que le résumé de la conférence ne mentionne pas les Juifs, les exercices sur le terrain démontrent que la Wehrmacht doit cibler les Juifs dans ses actions anti-partisanes : les Juifs sont censés être intrinsèquement des bolchéviques et donc des soutiens des partisans,. Beorn conclut que des instructions verbales à cet effet ont très probablement été communiquées pendant les sessions, compte tenu de la liste des orateurs, qui comprend des tueurs de masse expérimentés tels que Bach-Zelewski, Nebe, Lombard et Fegelein. La politique antijuive sur le front de l'Est avait déjà changé radicalement le mois précédant la conférence de Moguilev, avec l'ajout de femmes et d'enfants à la liste des cibles, ce qui mit les ressources limitées des SS à rude épreuve. Ces derniers réclament donc l'aide de l'armée pour faire face à un territoire (et donc une population juive à « gérer ») en rapide expansion du fait de l'avancée des troupes allemandes, et à des objectifs très ambitieux pour liquider les ghettos soviétiques afin d'y déporter les Juifs d'Europe occidentale occupée, à une période ou leur extermination complète n'est pas encore décidée.

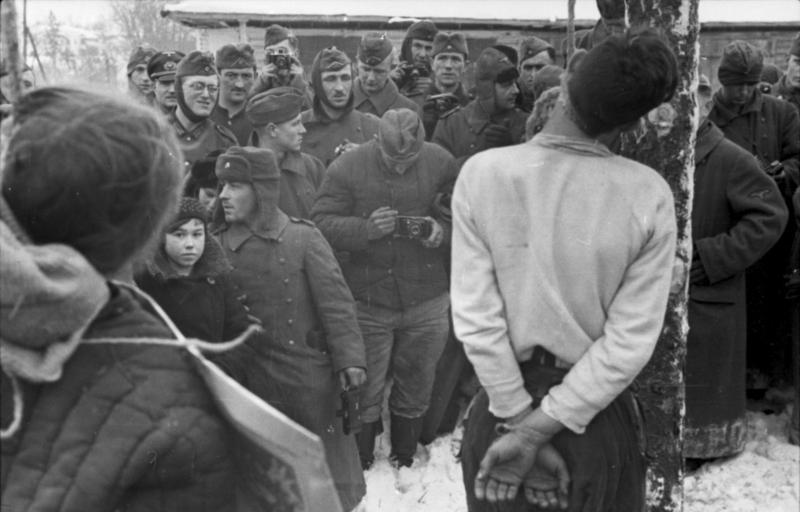
Soldats allemands observant et photographiant la pendaison de partisans présumés pendant l'hiver 1941-1942, près d'Orel, en Russie.

En dehors du ciblage explicite des Juifs, la conférence de Moguilev marque une escalade de violence dans les rapports entre la Wehrmacht et les populations civiles. Même si les exercices de terrain se présentent comme des actions militaires (encerclement, garde et escorte des suspects, etc.), ces derniers sont justement désignés vaguement par un nouveau langage : « étranger au village », « vagabond », « civil suspect », « soutien des partisans », « civil sans pièce d'identité », ou encore « femmes soldats », autant de catégories qui deviennent des cibles d'actions militaires.
Pour expliquer le consentement de la Wehrmacht à la participation au génocide, Beorn estime que la longue histoire allemande en matière de traitement sévère des civils, la paranoïa à l'égard d'une menace partisane qui n'existe pas encore pleinement à ce moment de la guerre, un racisme à la fois institutionnel et individuel et une accoutumance à la violence (par exemple dans le cadre du Kommissarbefehl) sont autant d'éléments qui ont prédisposé l'armée à accepter le meurtre de masse. Assimiler les Juifs à des soutiens des partisans aide également à faire passer leur extermination pour une nécessité militaire. Pour Waitman Beorn, il est impossible de dissocier l'Holocauste de la guerre anti-partisane, un point de vue partagé entre autres par Timothy Snyder et Omer Bartov.